# 桃瀬くらら
桃瀬 くらら（ももせ くらら、1971年12月23日 - ）は、日本の元AV女優。

## 出演作品

### アダルトビデオ
1991年
- ダイヤモンドのお嬢さん くらら（5月15日、ダイヤモンド映像）
- ください きしむようなやつ （6月15日、ダイヤモンド映像）
- 愛がたれるとき （7月21日、ダイヤモンド映像）
- 若奥様痴漢魔 （8月15日、ダイヤモンド映像）
- お嬢さまONANIE日記 （9月15日、ダイヤモンド映像）
- 女教師 家庭訪問の父兄に犯されて （10月30日、ダイヤモンド映像）
- いま最高にスケベな女 （11月30日、ダイヤモンド映像）
- まくりたい 一人じゃできないの （ダイヤモンド映像）
- 愛して恋して淫して （ダイヤモンド映像）

1992年
- お好きにどうぞ （1月20日、ダイヤモンド映像）
- 燃えつきる雌 （1月30日、ダイヤモンド映像）
- 桃瀬くららのひらきっぱなし （2月1日、VIP）＊「大原みなみのスキ間埋めて下さい」を編集したもの
- お尻にいっぱい （2月25日、ダイヤモンド映像）
- スチュワーデスくらら （ダイヤモンド映像）
- 武装Tバックハイスクール （ビックマン）
- 桃尻三発柿八回 （ビックマン）

### アダルトビデオ（編集もの、BESTもの）
1993年
- 顔面ぶっかけジャック！（ビックワークス）※オムニバス作品 全5名

1999年
- ああ こわれちゃう 桃瀬くらら 小鳩美樹（3月26日、DVD ニューシネマジャパン）＊オムニバス作品

2001年
- 20世紀最高の女神たち（2月9日、日本メディアサプライ MSD-027）全8名

2004年
- THE☆永久保存版 桃瀬くららスペシャル（5月24日、DVD ニューシネマジャパン）

2005年
- レジェンドアイドル10カラット 2（10月1日、麒麟堂 LAC-02）全10名

2007年
- 平成美女22人（8月1日、チャンネル・ヴィ HBS-001）全22名

2008年
- ダイヤモンドのお嬢さん くらら/ください きしむようなやつ（11月27日、ダイヤモンド映像 DAIP-9）

発売日不明
- NO MORE FUCK! これ以上は止めて （VHS タイフーンカンパニー TP-08）
- ぶっちぎりの大陰唇（VHS ユニプロ YP-002）他出演:小鳩美愛、松坂季実子、島津千秋、沙羅樹

### 映画
- 令嬢流されて （1991年、オルスタックピクチャーズ）[2]

## 書籍

### 写真集
- Foress SUPER SPECIAL ACTRESS 天使の写真集 桃瀬くらら アイリーン&エリカ（1991年7月30日、LET’S Corporation） ISBN 9784897930596
- ザ・ボディ（1991年12月、ビックマン）撮影:稲村幸夫 中川秀樹 大隈孝之 ISBN 9784894050891